# Kirche von Stockaryd

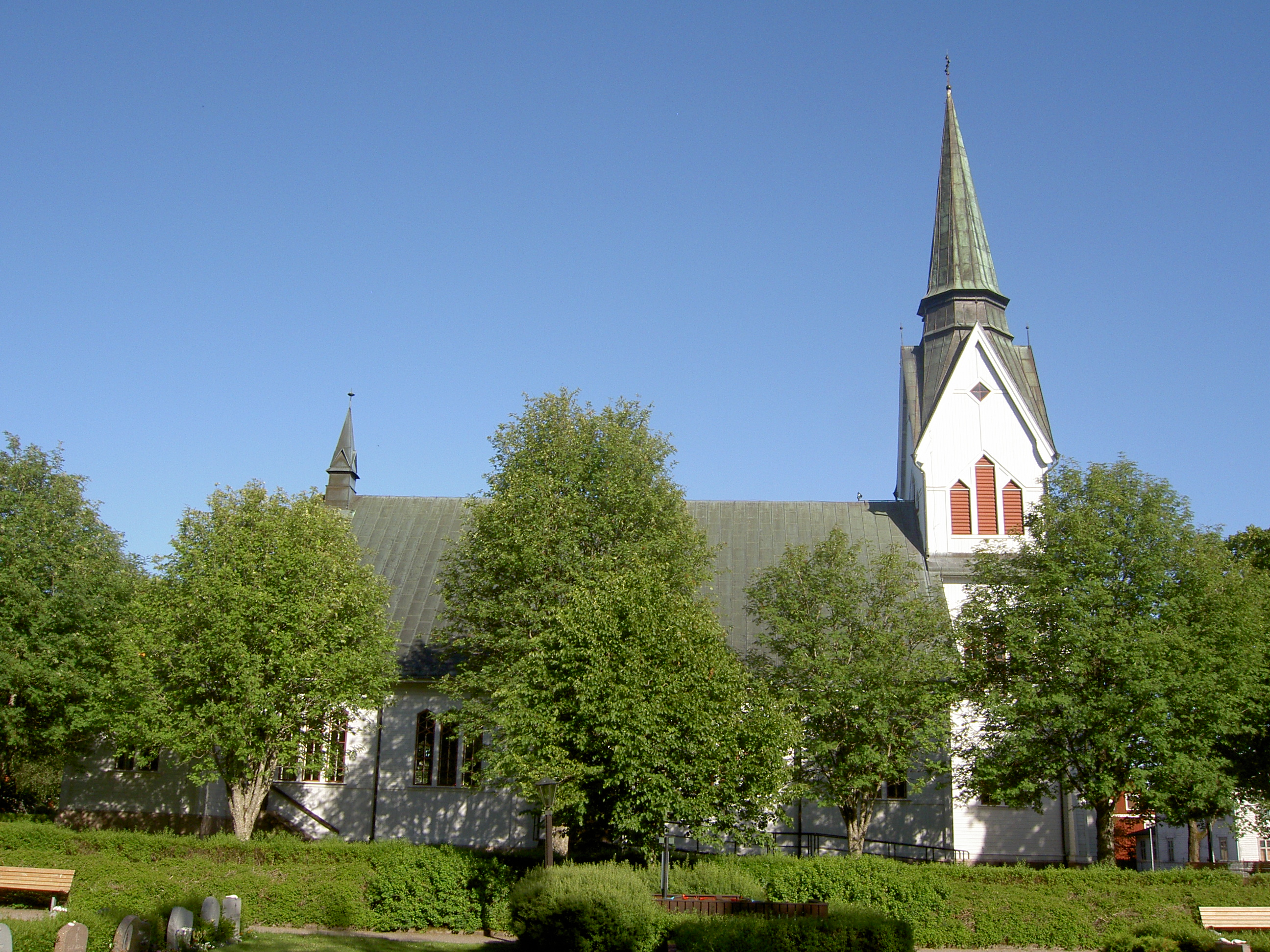
Kirche von Stockaryd

Die Kirche von Stockaryd (schwedisch: Stockaryds kyrka) ist eine Kirche der Schwedischen Kirche in Stockaryd in der schwedischen Gemeinde Sävsjö.
Die aus Holz errichtete Kirche entstand in den Jahren 1906 und 1907 an Stelle eines 1692 errichteten Vorgängerbaus, der ebenfalls aus Holz gefertigt war. Aus dieser früheren Kirche ist noch die vom Anfang des 18. Jahrhunderts stammende Kanzel erhalten. Der Neubau entstand nach Plänen von Fritz Eckert. Südlich des Kirchenschiffs befindet sich der Kirchturm, nördlich ein schmaler Chor mit dreiseitigem Abschluss.
In der Kirche ist ein 1954 von Olle Hjortzberg geschaffenes Altargemälde vorhanden.